# Сан-Лоренцо-ин-Лучина
Сан-Лоре́нцо-ин-Лучи́на (итал. San Lorenzo in Lucina) — титулярная базилика недалеко от алтаря Мира в Риме.
Первая раннехристианская церковь возникла в IV—V вв. на месте дома римской матроны Лучины и была посвящена святому Лаврентию. Реликвии святого хранятся под главным алтарём. В крипте сохранились остатки древнего храма. При папе Пасхалии II в начале XII века церковь обновили, от этой постройки сохранился портик с гранитными колоннами ионического ордера, колокольня и два порфировых льва у входа. В XVII веке церковь была перестроена в барочном стиле. Архитектор Карло Райнальди возвёл главный алтарь с четырьмя колоннами из чёрного мрамора, который украшен картиной Гвидо Рени «Распятие» (около 1670 года).
В капелле семьи Фонсека (четвёртая капелла южной стены) находится бюст папского медика Габриэле Фонсеки, выполненный Джан Лоренцо Бернини (1668). В церкви похоронены рядом знаменитый французский живописец Никола Пуссен, многие годы работавший в Риме, и его друг гравёр Пьетро Санти Бартоли. В церкви также находятся надгробия чешского композитора Мысливечека и композиторов Луки Маренцио и Бернардо Пасквини.
5 апреля 1612 года здесь была похоронена живописец и гравёр Диана Скультори — одна из первых женщин, принятых в Папскую академию литературы и изящных искусств.

## Титулярная церковь
Церковь Сан-Лоренцо-ин-Лучина является титулярной церковью, кардиналом-священником с титулом церкви Сан-Лоренцо-ин-Лучина с 20 ноября 2010 года, является шри-ланкийский кардинал Альберт Малькольм Ранжит Патабендиге Дон.